# Фульберт Шартрский
Фу́льберт Шартрский (лат. Fulbertus Karnotensis, ок. 980 — апрель 1028) — французский учёный, поэт и музыкант. На посту епископа Шартра активно способствовал развитию науки и образования. Считается основателем Шартрской философской школы.

## Биография
Учился в Реймсе у Герберта Орильякского. В 1006 году, заняв пост Шартрского епископа, развернул активную административно-культурную деятельность в Шартрском соборе — наладил там регулярное преподавание свободных искусств, с акцентом на математических дисциплинах квадривия. После пожара 1020 года, уничтожившего храм, активно занимался его реконструкцией (в том числе, и как архитектор).
Среди многочисленных учеников Фульберта Беренгар Турский, Сигон (Sigo), Адельман Льежский, Хартвик из Санкт-Эммерама.

## Творчество
Фульберт положил начало научной школе Шартра (расцвет в XI—XII веках), с которой связана деятельность выдающихся средневековых философов и теологов. Беренгар сравнивал эту школу с платоновской Академией, а Фульберта почётно именовал «Сократом». При том что сам Фульберт прекрасно владел латынью, а о греческом имел отрывочные сведения (в основном, из римских учебников грамматики и риторики), его ученики познакомились с Аристотелем непосредственно по арабским источникам, опередив в этом ортодоксальную схоластику на целое столетие. Философы этой школы возродили атомизм.
Сохранилась обширная эпистолярия Фульберта, охватывающая начало и конец его карьеры (письма, составленные в 1008-19 годах, потеряны). Среди адресатов Фульберта король Роберт Благочестивый, видные представители светской аристократии и церковные иерархи. Богословские сочинения представлены гомилиями (из них самая известная — на Рождество Богородицы) и трактатом «Против иудеев» (Contra Iudeos). Среди поэтических трудов — более сотни литургических и паралитургических стихотворений, в том числе «Учение о Высшем благе» и два автобиографических.
С именем Фульберта связаны нескольких литургических песнопений (Фульберт считается не только автором текстов, но и музыки), которые были распространены в оригинальном монодическом виде и в виде многоголосных обработок на всей территории средневековой Европы, включая знаменитые Каликстинский кодекс и рукописи «Magnus liber organi»:
- гимны Chorus novae Jerusalem (на Пасху), Inter patres monastici (святому Мартину), Deus pater piissime (в комплетории на Великий пост);
- секвенция Sonent regi nato (на Рождество). Фульберту также приписывают знаменитую секвенцию Aurea personet lyra, со стихами (всего 16 трёхстрочных строф) явно дидактической направленности[4][5];
- респонсории Stirps Jesse[6], Solem justitiae и Ad nutum Domini (приурочены к Рождеству Богородицы) отличаются изысканностью мелизматики, необычностью строения мелодии (нет типичных для респонсория мелодических формул); исполнение их требует от певчего высокого технического мастерства.

В заключительном мелизме респонсория Stirps Jesse (на слова Flos filius ejus) Фульберт использовал мелодию популярного версикула Benedicamus Domino II тона. По этой причине, вероятно, он фигурировал в многоголосных обработках (органумах, клаузулах, мотетах) периода Ars antiqua наряду с «оригинальным» григорианским версикулом. В англиканской церкви гимн Фулберта (в английском переводе) Ye choirs of new Jerusalem распевается до сих пор.

## Издания сочинений и исследования
- Tractatus contra Judaeos // MPL 141, col. 305 ss.
- Delaporte Y. Fulbert de Chartres et l'école chartraine de chant liturgique au XIe siècle // Études grégoriennes II (1957), p.51 ss.
- The letters and poems of Fulbert of Chartres, ed. and transl. by Frederick Behrends // Oxford Medieval Texts. Oxford: Oxford University Press, 1976.
- Fulbert de Chartres. Oeuvres: correspondance, controverse, poésie // [Chartres:] Société archéologique d’Eure-et-Loir, 2006 (лучшее издание сочинений)
- Fulbert de Chartres, précurseur de l’Europe médiévale?, ed. Michel Rouche. Paris: Presses de l’Université Paris-Sorbonne, 2008 (юбилейный сборник статей)
- Goudesenne, Jean-François. Fulbert et son école dans l’histoire de chant liturgique // Fulbert de Chartres, précurseur de l’Europe médiévale?, ed. Michel Rouche. Paris, 2008, pp.301-318.
- Jeauneau, Édouard. Rethinking the School of Chartres. Translated from French by C.P.Desmarais. Toronto: University of Toronto Press, 2009 (p.29 ss.)

## Дискография
- Fulbert de Chartres. Chantre de l’an mil // Ensemble Venance Fortunat
- Stirps Jesse. Fulbert de Chartres, Chantre de l’an 1000 // Ensemble Venance Fortunat
- Chartres. Millénaire, 1006—2006 // L’Ensemble Fulbert de Chartres